# Ходосовичи

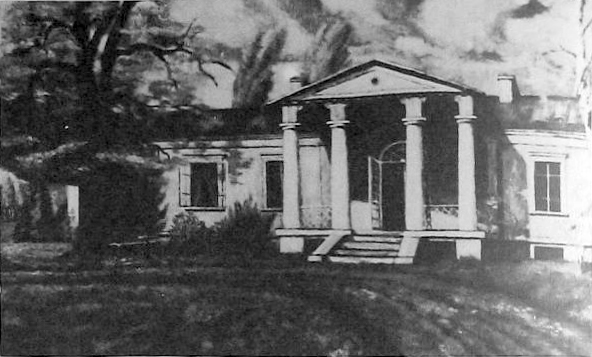
Усадьба Ходосевичей

Ходосовичи (бел. Ходасавічы) — деревня в Зборовском сельсовете Рогачёвского района Гомельской области Беларуси.

## География

### Расположение
В 9 км на юго-восток от районного центра и железнодорожной станции Рогачёв (на линии Могилёв — Жлобин), 113 км от Гомеля.

### Гидрография
На западной окраине мелиоративный канал. Примерно в 2,5 км к западу находится озеро Доброе, старица реки Днепр.

## Транспортная сеть
Транспортные связи по просёлочной, затем автомобильной дороге Рогачёв — Жлобин. Планировка состоит из 2 прямолинейных, параллельных между собой улиц, ориентированных с юго-востока на северо-запад и пересекаемой короткой меридиональной улицей. Застройка двусторонняя, преимущественно деревянная, усадебного типа.

## История
Обнаруженные археологами курганный могильник XI—XII веков (12 насыпей, в 3 км на юго-запад от деревни) и могильник эпохи неолита и бронзового века (в 2,8 км на юго-запад от деревни) свидетельствуют о заселении этих мест с давних времён. По письменным источникам известна с XVI века как деревня в Речицком повете Минского воеводства Великого княжества Литовского. По сведениям 1567 года деревня должна была выделять своих ополченцев для речицкой хоругви армии ВКЛ при созыве посполитого рушения — мобилизации в ответ на вторжение войск московского царя Ивана IV Грозного:

Семен Савич з Ходосович: конь, пнцр., при., согай., саб., рогати.

В 1696 году упоминается как селение Федосовичи в приходе Рогачёвской церкви Козьмы и Демьяна. Упоминается в 1756 году как деревня Ходасевичи в Заднепровском войтовстве Рогачёвского староства.
После 1-го раздела Речи Посполитой (1772 год) в составе Российской империи. В связи с отказом графа Леонарда Поцея принять присягу на верность Российской императрице в установленный срок, Рогачёвское староство было секвестрировано в казну. Часть бывшего Рогачевского староства, включая Ходосовичи, была пожалована Екатериной II 21 апреля (2 мая) 1774 года князю Петру Михайловичу Голицыну «за разбитие им при Татищевой крепости злодеев», а после его гибели на дуэли в 1775 году дача по наследству перешла во владение малолетнему сыну Михаилу Петровичу Голицыну. В 1777 году — 70 христиан и 3 иудея мужского пола, в 1783 году по данным 4-й ревизии — 74 человека мужского пола.
Помещик владел в 1845 году 250 десятинами земли и ветряной мельницей. С 1880 года работали школа, мельница, хлебозапасный магазин. Рядом в XIX веке находилась одноимённая околица (в 1868 — 11 дворов, 82 жителя). Согласно переписи 1897 года в деревне и околице находились часовня, кузница, 3 ветряные мельницы, круподёрка, в Городецкой волости Рогачёвского уезда Могилёвской губернии. В 1907 году открыто народное училище, которое размещалась в наёмном крестьянском доме (48 учеников). В 1909 году в деревне и околице 1579 десятин земли.
В 1930 году организован колхоз. Во время Великой Отечественной войны в деревне располагалась партизанская явочная квартира. Освобождена 24 февраля 1944 года. 81 житель погиб на фронте. Согласно переписи 1959 года в составе колхоза «Новый путь» (центр — деревня Зборов). Располагались библиотека, фельдшерско-акушерский пункт.

## Население
- 1777 год — 70 христиан и 3 иудея (мужского пола);
- 1868 год — 83 двора;
- 1897 год — 103 двора, 714 жителей (согласно переписи);
- 1909 год — в деревне и околице 106 дворов, 937 жителей;
- 1930 год — 200 дворов;
- 1959 год — 639 жителей (согласно переписи);
- 2004 год — 64 хозяйства, 102 жителя;
- 2019 год — 38 хозяйств, 54 жителя[7].

## Известные уроженцы
- А. М. Белоусов — полный кавалер ордена Славы.